# غابة استوائية

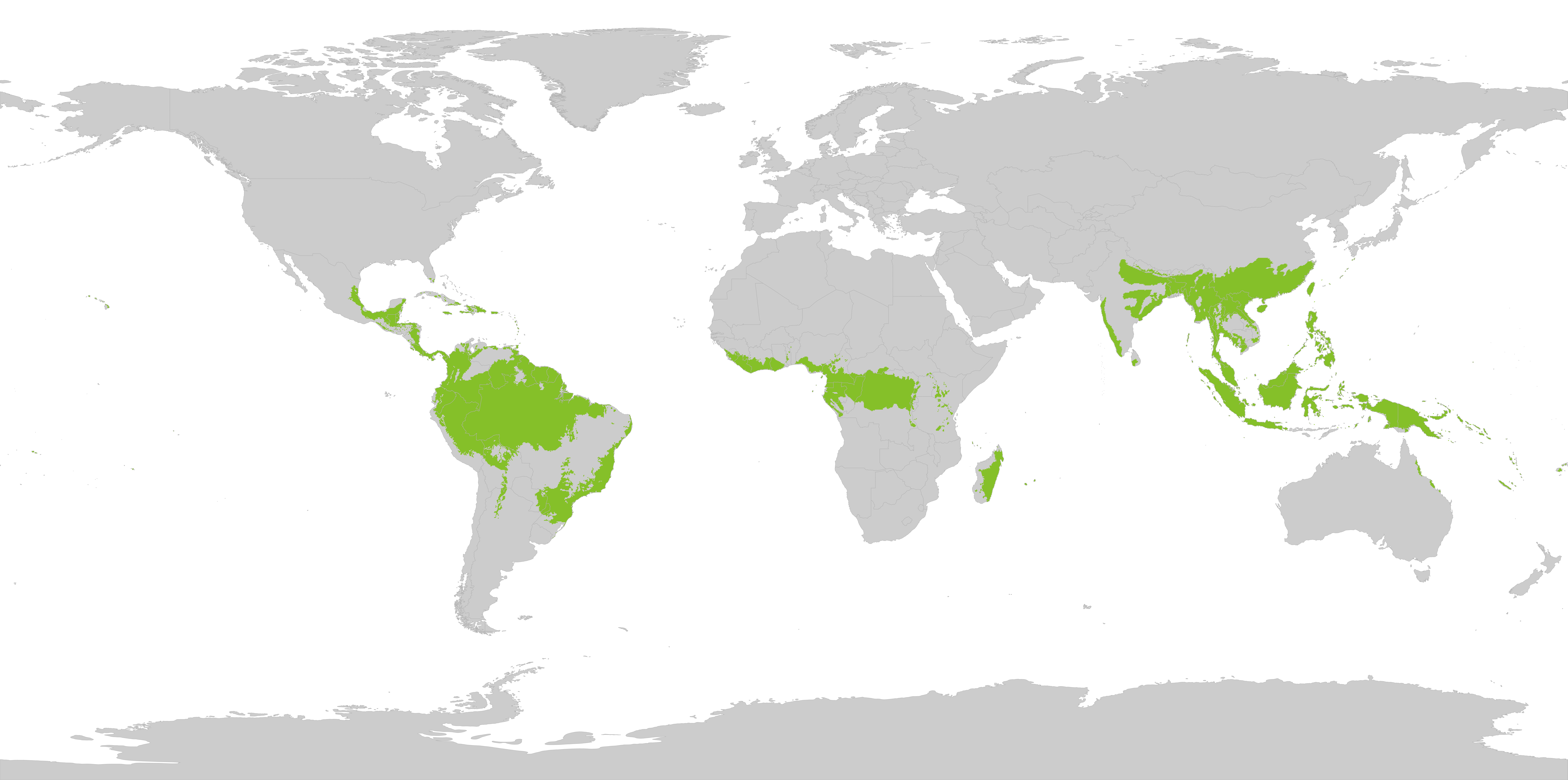
توزع الغابات الاستوائية حول العالم.

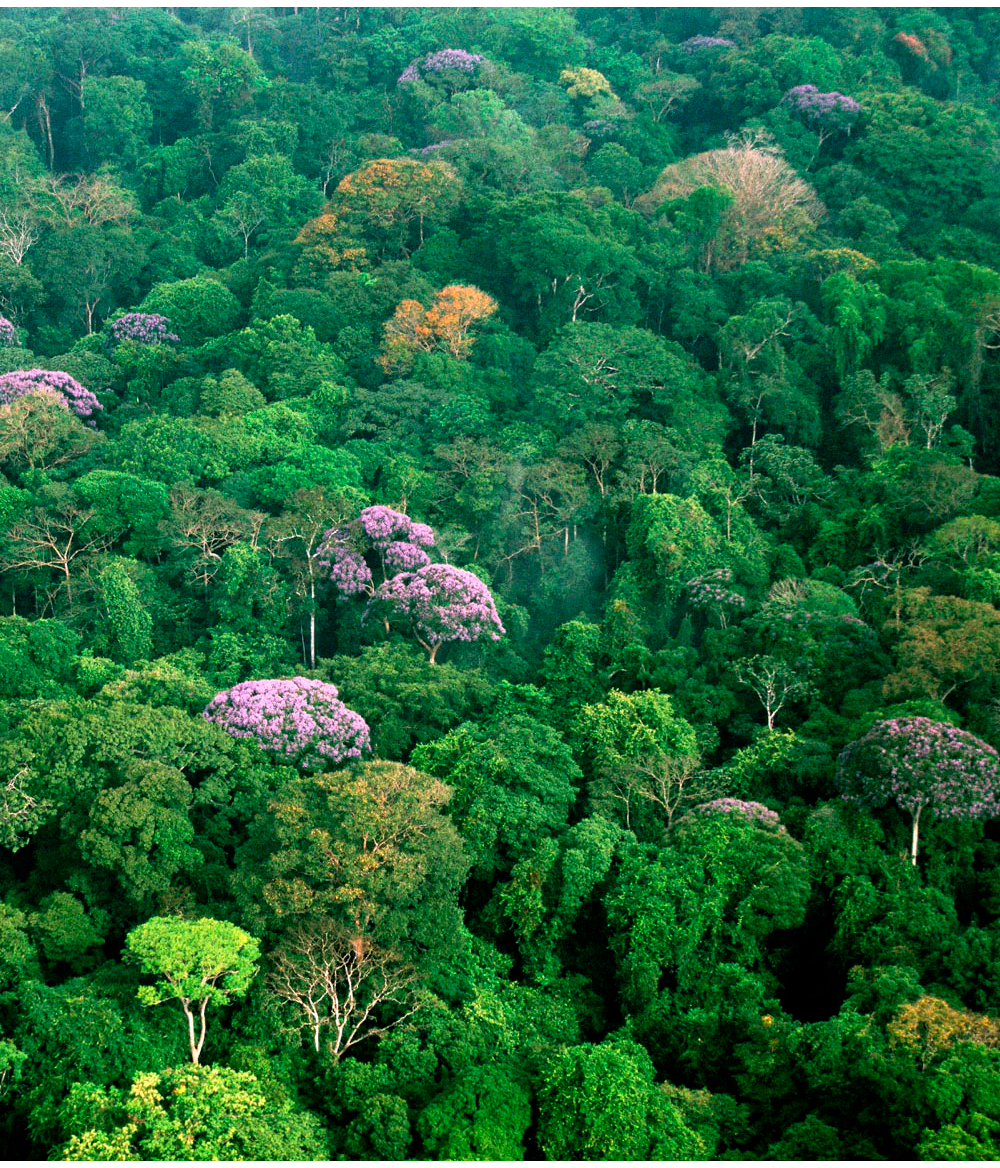
جزيرة بارو كولورادة.

الغابة الاستوائية من أنواع الغابات وتعرف على مجال حيوي بيئي يتواجد على بين خطي العرض +10° و-10° بالنسبة لخط الإستواء ولذلك تنتشر في جنوب آسيا وأستراليا وأفريقيا وأمريكا الجنوبية وأمريكا الوسطى وعديد الجزر في المحيط الهادي.يصنف الصندوق العالمي للطبيعة الغابات الاستوائية على أنها غابات مطيرة،ويبلغ معدل الإمطار في هذه الغابات بين 1.25 متر و6 أمتار سنويا. لكن المناطق التي تهب فيها الرياح الموسمية قد تعرض لبعض المواسم الجافة.وتصنف ضمن الأقاليم المناخية على أنها إقليم مناخ استوائي. ويعيش في الغابات الاستوائية نحو نصف النباتات والحيوانات، وتصدر هذه الغابات ربع مكونات الأدوية الطبية الحديثة فعقار الكوراري على سبيل المثال والذي يستعمل مخدرا وومرخ للعضلات في أثناء الجراحات يستخلص من النبات الاستوائية المتسلقة وكذلك عقار الكينين المضاد للملاريا يستعصر من نبات الكينا وكذلك ونكة مدغشقر المضادة لابيضاض الدم الليمفاوي، ونحوا من 1400 نبتة بإمكانها معالجة السرطان وفق كلام العلماء لكن يقل في هذه الغابات وجود النبات الهوائية.ولا تكاد درجات حرارتها تتجاوز 34° ومعدل رطوبتها بين 77٪ و88٪.والغابات الاستوائية التي تحتوي على شجيرات وأشجار طويلة تدعى أدغالا.
تحتل الغابات الاستوائية أقل من 6٪ من سطح الأرض وتنتج 40٪ من أوكسجين كوكب الأرض لاحتوائها على عدد كبير من النباتات.حيث أحصى العلماء ما بين 100 إلى 300 نوع من النباتات في هكتار واحد. و70٪ من نباتات الغابات الاستوائية هي أشجار.

## وصلات خارجية
- معلومات حول الغابات المطرية من موقع Blue Planet Biomes (بالإنجليزية)
- Rainforest Action Network
- Passport to Knowledge Rainforests